# Clavulina hispidulosa
Clavulina hispidulosa är en svampart som beskrevs av Corner, K.S. Thind & Anand 1956. Clavulina hispidulosa ingår i släktet Clavulina och familjen Clavulinaceae.   Inga underarter finns listade i Catalogue of Life.